# Мистичи
Мистичи (укр. Мистичі) — село в Мостисской городской общине Яворовского района Львовской области Украины.
Население по переписи 2001 года составляло 342 человека. Занимает площадь 0,101 км². Почтовый индекс — 81370. Телефонный код — 3234.